# تورنبوری، گلاسترشر
longitudeتورنبوری، گلاسترشرlatitudeتورنبوری، گلاسترشر
تورنبوری، گلاسترشر (به انگلیسی: Thornbury, South Gloucestershire) یک شهرک در بریتانیا است که در انگلستان واقع شده‌است.

## نگارخانه

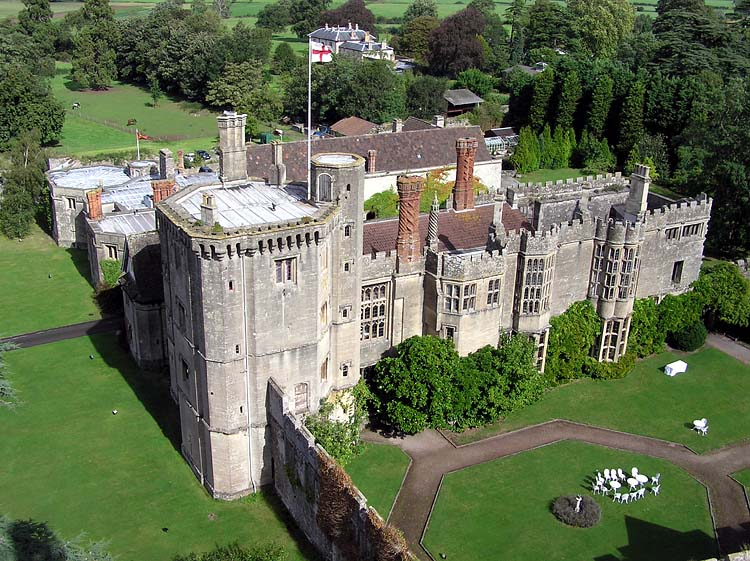
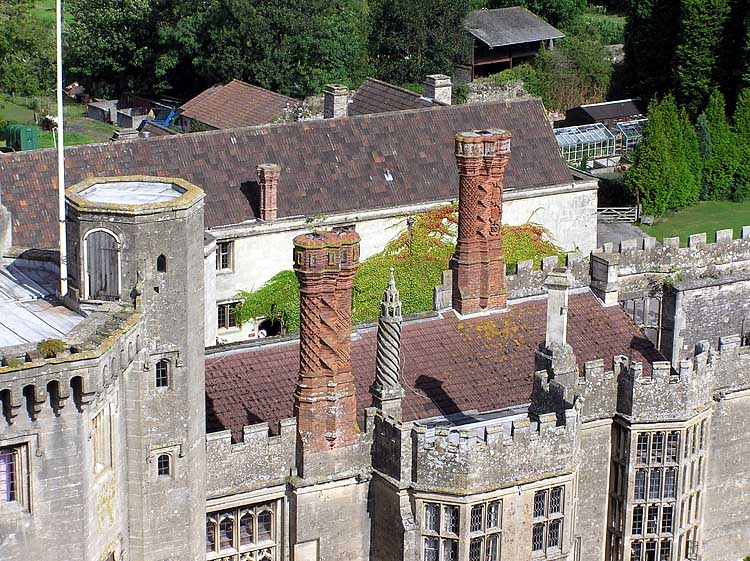
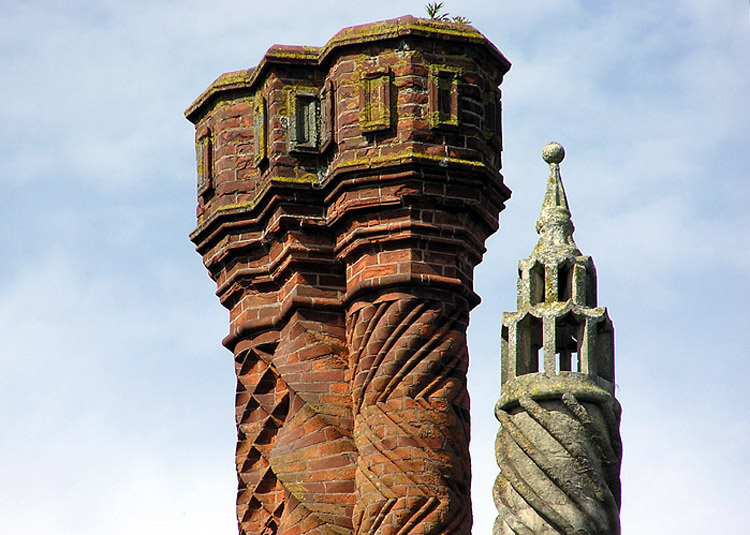
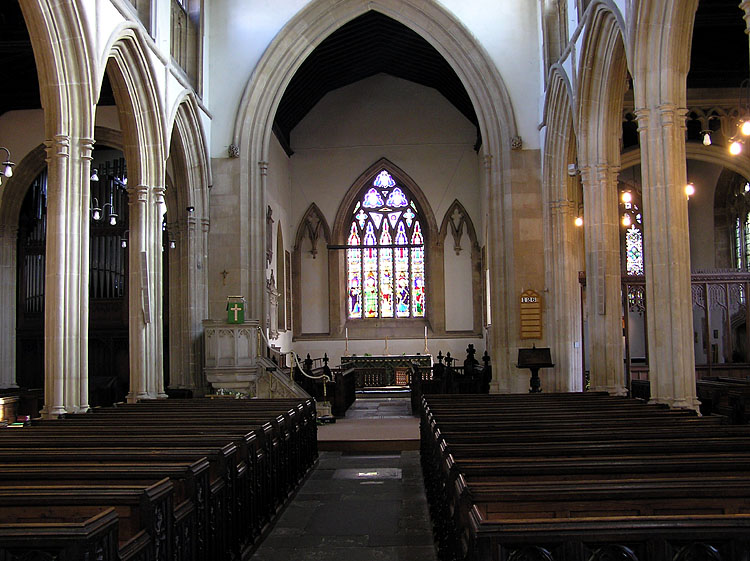
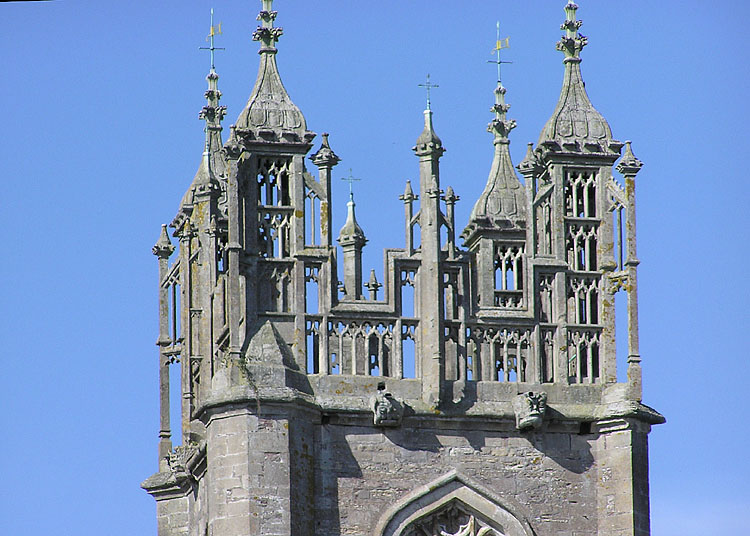
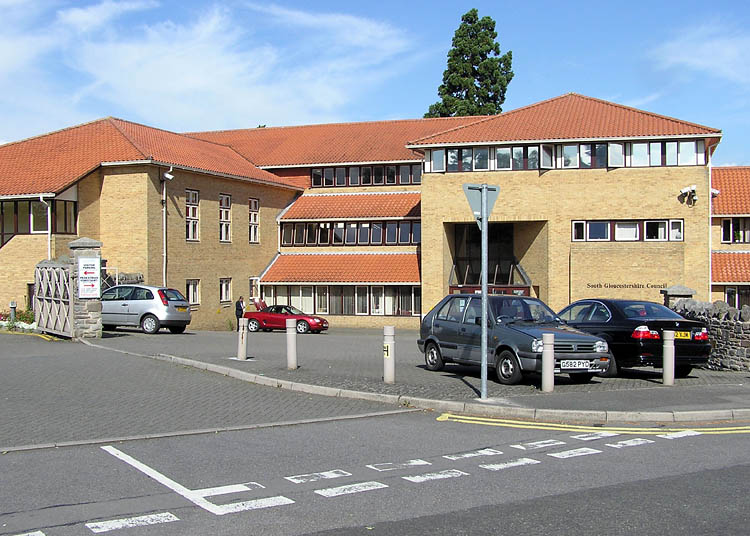
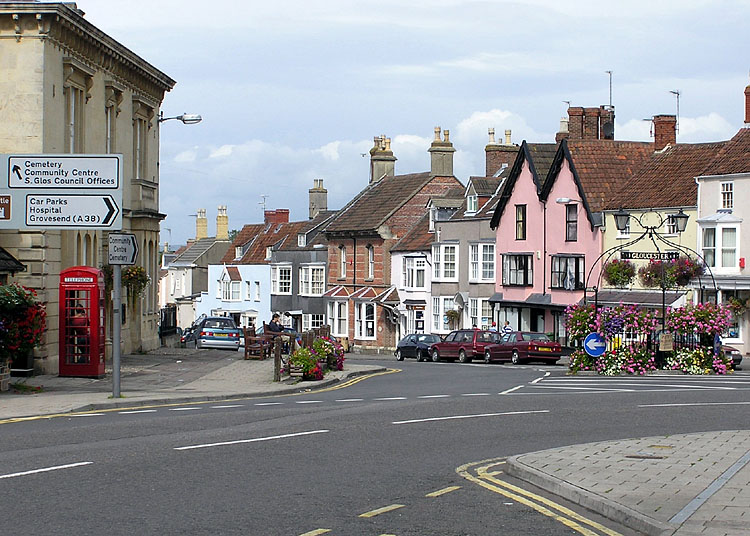
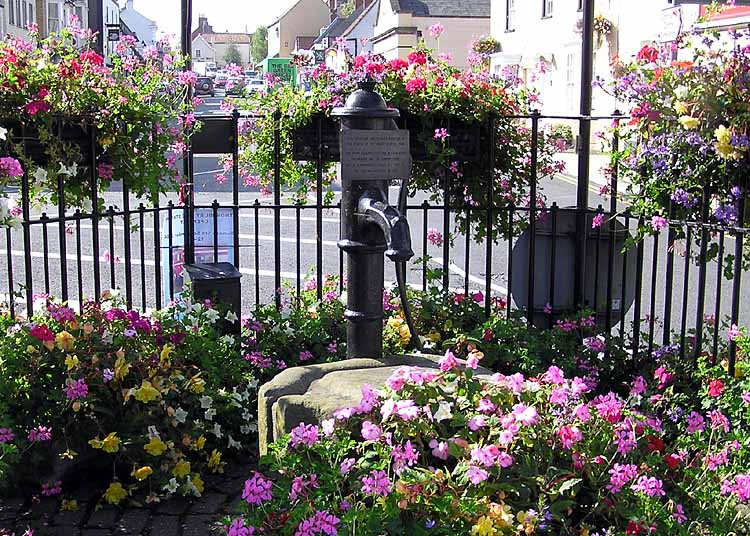
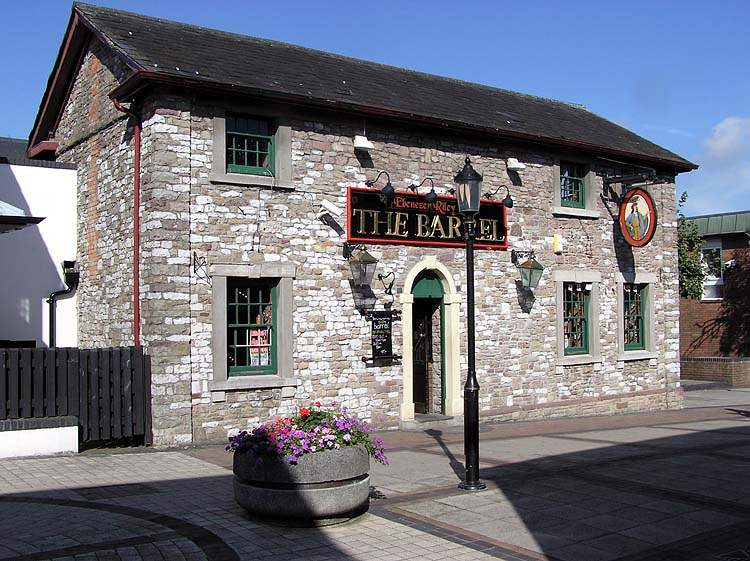
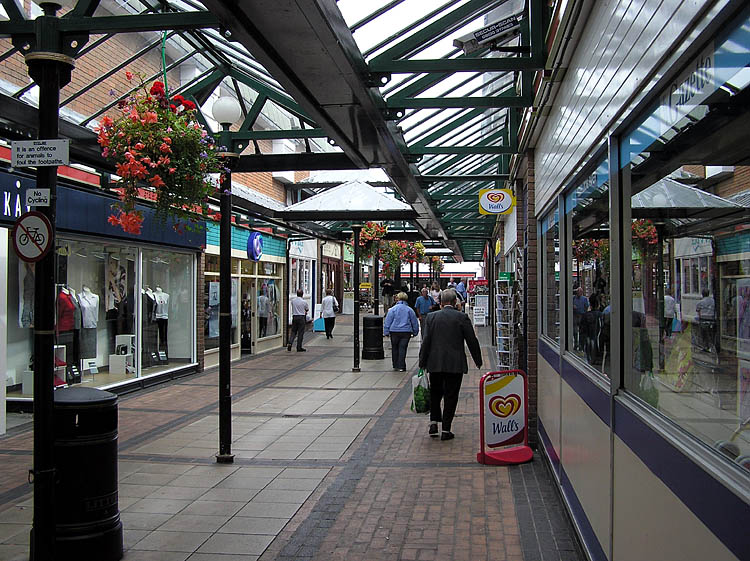

## خصوصیات
تورنبوری ۱۲٬۳۴۲ نفر جمعیت دارد.